# Менденица
Менденица (на гръцки: Μενδενίτσα), по-известно през средновековието като Бодоница, е село в планината Калидромо, дем Молос-Агиос Константинос, Фтиотида, Гърция.
Южно, на 2.3 км от Менденица, се намира възвишение с височина 1096 метра над морското равнище. Селото е на 528 m надморска височина и има 213 постоянни жители към 17 октомври 2014 г.
Намира се южно от прохода Термопили. През средновековието е център на латинска епископия и столица на латинска кръстоносна държава – Маркграфство Бодоница. Руините на франкския замък могат да се видят и днес.
Крепостта е построена през 1204 г. от лангобардския рицар Гуидо Палавичини, който станал маркиз на Бодоница при „краля на Солун“ Бонифаций Монфератски след падането на Константинопол през 1204 г. След края на Солунското кралство през 1224 г., Менденица става васална на Княжество Ахея. Маркграфството оцелява и след 1311 г. когато каталунците стават владетели на Атинското херцогство. През 1335 г. венецианецът Николо I Зорзи става господар на Менденица след брака си с последната потомка на фамилията Палавичини – Гулиелма, по-известна като „госпожата от Термопилите“. Османците превземат крепостта на 20 юни 1414 г., а последният маркиз Николо II Зорзи бяга във Венеция. Под османска власт Менденица постепенно запада и се руши, губейки стратегическото си значение с края на франкократията. 